# 100000 (szám)
A szócikk címe technikai okok miatt pontatlan. A helyes cím: 100 000.
A 100 000 (százezer) természetes szám, ami a 99 999 után és a 100 001 előtt áll. Praktikus szám.

## Lásd még
- a tíz hatványai